# The Phenom
Pour plus de détails, voir Fiche technique et Distribution.
The Phenom est un drame sportif écrit et réalisé par Noah Buschel, sorti en 2016.

## Synopsis
Une jeune recrue talentueuse d'une ligue majeure de baseball perd le contrôle lors d'un match et il est envoyé dans une ligue mineure où il prend contact avec un psychologue peu orthodoxe. Ce dernier réveille en lui des rancœurs cachés contre son père...

## Fiche technique
- Titre : The Phenom
- Réalisation et scénario : Noah Buschel
- Musique : Aleks de Carvalho
- Photographie : Ryan Samul
- Production : Jeff Rice et Jeff Elliott
- Sociétés de production : Best Pitcher, Bron Capital Partners et Crystal Wealth
- Société de distribution : RLJ Entertainment
- Pays d'origine :  États-Unis
- Langue originale : anglais
- Format : Couleur
- Genres : Drame sportif
- Durée : 90 minutes
- Dates de sortie :
  -  États-Unis : 17 avril 2016 (Festival du film de Tribeca)
  -  États-Unis : 24 juin 2016

## Distribution
- Johnny Simmons : Hopper Gibson
- Paul Giamatti : Dr. Mobley
- Ethan Hawke : Hopper Sr.
- Yul Vazquez : Eddie Soler
- Sophie Kennedy Clark : Dorothy Boyer
- Marin Ireland : Rachel Cullum
- Elizabeth Marvel : June Epland
- Louisa Krause : Candace Cassidy
- Alison Elliott : Susan Gibson
- Paul Adelstein : Scott Borwitz
- Frank Wood : Richard Boyer
- Meg Gibson : Jill Boyer
- Emily Fleischer : Betsy Schmidt
- Journey Smith : Lloyd Moseby
- Niesha Butler : Tuesday Davis
- Aaron Judlowe : Stan Charles
- John Ventimiglia : Red Briles
- Steven Marcus : Ernie Jaster